# Praia de Santo António (São Tomé e Príncipe)
A Praia de Santo António é uma praia do arquipélago de São Tomé e Príncipe. Localiza-se a sul do ilhéu das Rolas, perto da Praia do Pombo.